# ドイツ工業規格
ドイツ工業規格（ドイツこうぎょうきかく）は、ドイツ規格協会（独: Deutsches Institut für Normung、略称：DIN（ディン、ダイン））が制定した工業規格であるDIN規格（独: DIN-Norm）の通称である。パソコンとキーボードの接続部分に採用されるコネクタ（DINコネクタ）、カーオーディオやカーナビゲーションの外寸サイズなどがDINに準拠している。
最初の規格「DIN 1」はMG08重機関銃の軽量化型であるMG08/15の遊底のテーパーピン（1918年3月）である。

## 規格名称
頭字語"DIN"は、Deutsche Industrienorm（ドイツ工業規格）の略と誤って伝えられることが多い。ドイツ規格協会の前身、ドイツ工業標準化委員会の時代には実際にその規格をDI-Norm（Deutsche Industrienorm、ドイツ工業規格）として公表していた。現在のDIN規格は正しくはDIN-Normと記すが、今なお多くの人が誤って規格名称にDI-Normをつけている。

## DINコネクタ

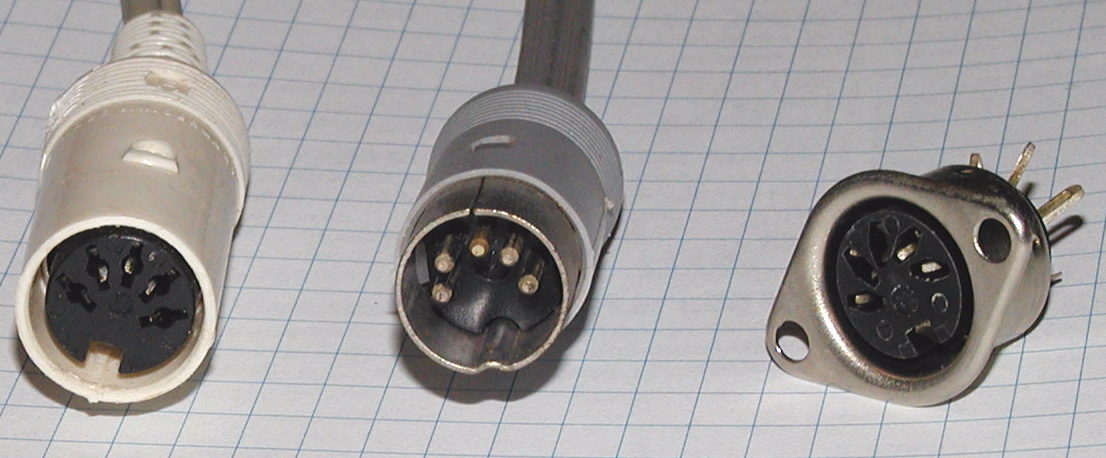
DINコネクタの例

ステレオテープレコーダーとオーディオアンプを接続するには、ピンケーブルが録音用と再生用それぞれ左チャンネルと右チャンネルに合計4本必要であるが、過去にはそれらをひとつに束ね、（マイナスは1本にまとめて）先端を5つの接点としたDINケーブルが使用された。これは音がよくないとされ、次第に使われなくなったが、MIDIケーブルに流用され、2008年現在でも一般に使用されている。
DINコネクタはPC/AT及びPC/AT互換機のキーボード接続端子（ATコネクタ）として使われていたほか、IBM PS/2でキーボード、マウスを接続するためのコネクタとしてミニDINコネクタ（PS/2コネクタ）が採用され、一時期はデファクトスタンダードになった。

## 写真フィルムの感度
また、日本において古くから知られるDIN規格として写真フィルムの感度がある。アメリカの規格であるASA規格と並存していたが、現在ではASA規格と共にISO感度規格に統一され、例として一般に感度400と言われる場合のISO表記は ISO400/27° と表記される。スラッシュ以降の度数で表示される数値がDIN規格と同一数値である。

## カーオーディオ

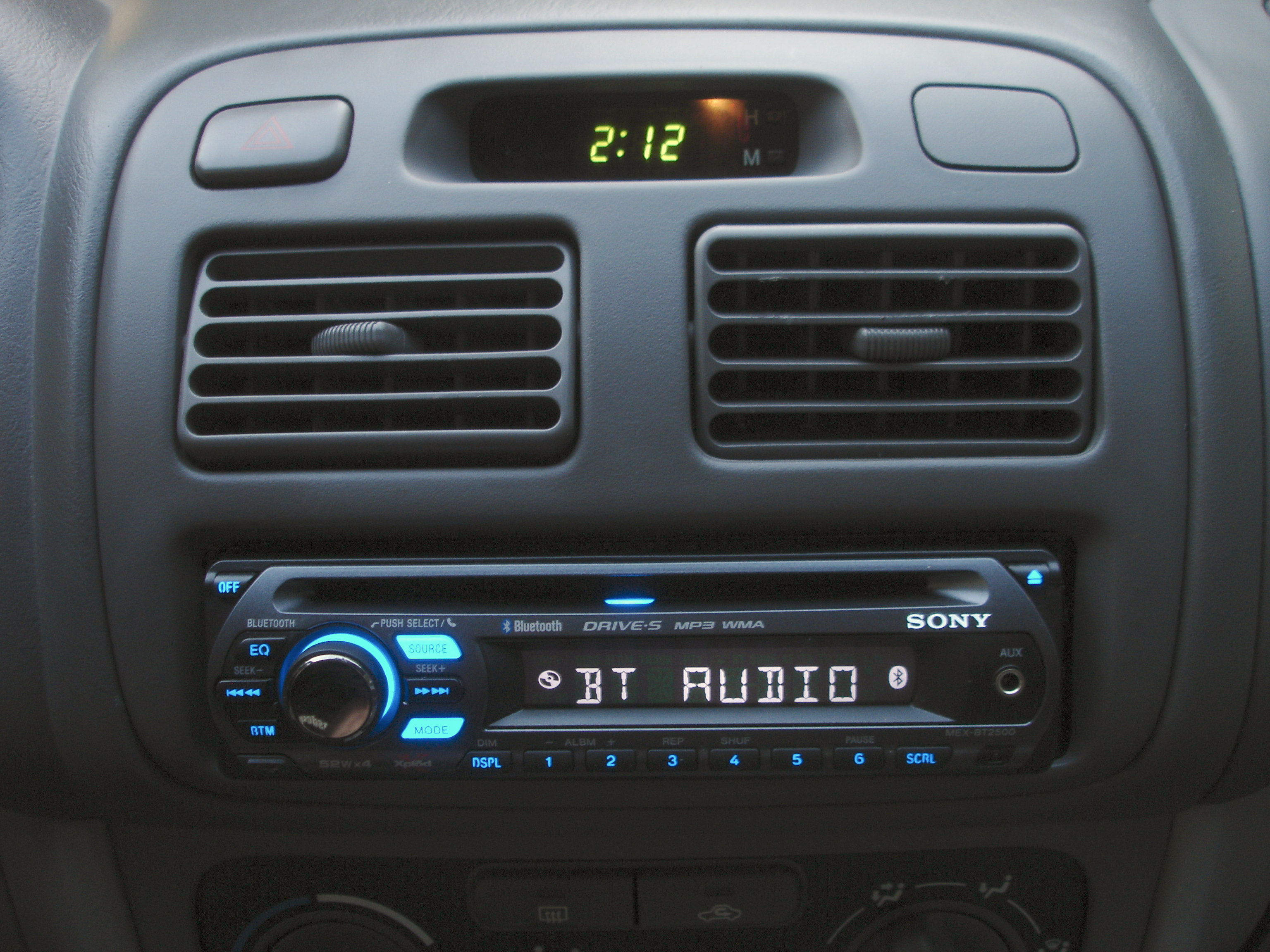
1DIN サイズのカーオーディオ
ソニー MEX-BT2500

自動車のダッシュボードに設置するカーラジオの外寸のサイズ規格として始まったもので、操作パネルの部分が幅（横寸）180 mm × 高さ（縦寸）50 mm の「シングルDIN」（1DIN）として定められている。後にDIN 75490として規格化され、1984年に国際標準規格ISO 7736として採用された。